# Jacob Ziv
Jacob Ziv (héberül: יעקב זיו) (Tiberias, 1931. november 27. – ?, 2023. március 25.) izraeli származású villamosmérnök, aki Abraham Lempel kollégájával együtt az LZ családba sorolható veszteségmentes tömörítési algoritmusok kitalálói.

## Életrajz
Villamosmérnöki diplomáit a Technion – Israel Institute of Technology intézményben szerezte meg, 1954-ben az alapképzésben végezte el a szakot, 1957-ben pedig már a mesterdiplomáját vehette át. 1969-ben a Massachusettsi Műszaki Egyetemen (MIT) szerezte meg doktori címét.
1974-től 1976-ig a Technion – Israel Institute of Technology intézmény villamosmérnöki karának dékánja, 1978-tól 1982-ig pedig az intézmény oktatási ügyeiért felelős igazgatóhelyettese volt.
Abraham Lempelel együtt jegyzik az 1977-ben publikált „A Universal Algorithm for Sequential Data Compression” című cikket az IEEE Transactions on Information Theory folyóiratban, melynek témája az LZ77 algoritmus. Egy évvel később pedig ismét közösen írták le az eljárás továbbfejlesztett LZ78 elnevezésű változatát.
1998-ban az IEEE Information Theory Society szervezet a technológiai innovációért járó Arany jubileumi díjában (angolul: Golden Jubilee Award) részesítette.

## Fordítás
- Ez a szócikk részben vagy egészben  a   Yaakov Ziv című angol Wikipédia-szócikk fordításán alapul.  Az eredeti cikk szerkesztőit annak laptörténete sorolja fel. Ez a jelzés csupán a megfogalmazás eredetét és a szerzői jogokat jelzi, nem szolgál a cikkben szereplő információk forrásmegjelöléseként.